# Сметс, Матте
Ма́тте Сметс (нидерл. Matte Smets; род. 4 января 2004, Билзен, Фламандский регион) — бельгийский футболист, защитник клуба «Генк» и сборной Бельгии.

## Карьера
Футбольную карьеру начинал в футбольный академии клуба «Билзерз Уолтвилдер». В 2010 году футболист перебрался в академию «Генка», где затем футболист на протяжении 8 лет продолжал выступать на юношеском и молодёжном уровне. В 2018 году футболист перешёл в «Сент-Трюйден», где продолжил выступать в молодёжной команде. В мае 2022 года футболист подписал с клубом новый контракт. В июле 2022 года футболист стал подтягиваться к матчам с основной командой клуба. Дебютный матч за клуб сыграл 7 октября 2022 года против клуба «Антверпен», выйдя на замену на 87 минуте. Первоначально футболист проводил сезон в роли игрока скамейки запасных, однако затем с февраля 2023 года закрепился в стартовом составе клуба.
В начале июля 2023 года футболист продлил свой контракт до конца июня 2026 года. Первый матч в новом сезоне футболист сыграл 30 июля 2023 года против льежского «Стандарда», выйдя на поле в стартовом составе.

## Международная карьера
В ноябре 2023 года футболист получил вызов в молодёжную сборную Бельгии до 20 лет. Дебютировал за сборную 18 ноября 2023 года в товарищеском матче против сборной Франции. В марте 2024 года футболист получил вызов в молодёжную сборную Бельгии для участия в квалификационных матчах молодёжного чемпионата Европы.